# Hermann Michael Goldbrunner
Hermann Michael Goldbrunner (* 17. Mai 1933 in Landshut; † 17. Mai 2004 ebenda) war ein deutscher Historiker.
Der Sohn einer Lehrerfamilie besuchte das Gymnasium in Landshut und studierte nach dem Abitur 1952 an der Universität München klassische Philologie und Geschichte. 1956 erfolgte das Erste Staatsexamen für das höhere Lehramt. 1958 promovierte er bei Rudolf Pfeiffer mit der Arbeit Studien zur sophokleischen Rhesis. Er war von 1958 bis 1998 Leiter der Bibliothek des Deutschen Historischen Instituts in Rom (DHI). Goldbrunner wandte sich der Humanismusforschung zu. 1963 und 1972 publizierte er zwei Aufsätze über Perugia unter Gian Galeazzo Visconti. Umfangreiche Aufsätze publizierte er auch zur Bildungsgeschichte des 18. Jahrhunderts, zum Faschismus und zur Geschichte des DHI.
Goldbrunner war korrespondierendes Mitglied der Zentraldirektion der Monumenta Germaniae Historica. 

## Schriften
- Studien zur Sophokleischen Rhesis. München 1957 (München, Universität, Dissertation, 1958).
- Poggios Dialog über die Habsucht. Bemerkungen zu einer neuen Untersuchung. Niemeyer, Tübingen 1979. (Quellen und Forschungen aus italienischen Archiven und Bibliotheken. 59.)